# Borgen
Borgen /ˈpɒˀwn̩/ es una serie de televisión danesa de ficción emitida por la cadena pública Danmarks Radio. Narra las interioridades de la política danesa a través del personaje de Birgitte Nyborg, que pasará por ser la primera mujer en convertirse en primera ministra de Dinamarca.
«Borgen» es el término coloquial con el que se conoce al palacio de Christiansborg, sede de los tres poderes del estado y oficina del primer ministro. La serie detalla el desempeño del poder por parte de Nyborg, su paso por la oposición, y la relación entre los medios de comunicación y el poder político, que se condicionan mutuamente. Los nombres de los medios de comunicación y los partidos políticos que aparecen en la serie son ficticios, pero equivalen a los existentes en Dinamarca.
La serie fue creada por el productor Adam Price y de otros dos escritores, Jeppe Gjervig Gram y Tobias Lindholm. Se produjeron tres temporadas de diez episodios cada una, emitidas en otoño de 2010 y 2011, y a principios de 2013 respectivamente. Price anunció que la tercera sería la última temporada.
La realización de una cuarta temporada fue anunciada el 29 de abril de 2020 como una asociación entre Netflix y DR. En enero de 2021, el director Adam Price y la plataforma Netflix confirmaron el comienzo del rodaje, aunque sin dar una posible fecha de estreno. La nueva temporada, constituida en una serie separada titulada Borgen - Riget, Magten, og Æren, comenzó a transmitirse el 13 de febrero de 2022 en Dinamarca, y fue lanzada al público internacional el 2 de junio.

## Resumen

### Primera temporada
En vísperas de las elecciones generales danesas, Kasper Juul, consejero mediático de la dirigente del partido Moderado, Birgitte Nyborg, obtiene información confidencial que compromete al primer ministro, Lars Hesselboe. Al negarse Nyborg a usarla, Juul se la ofrece a Michael Laugesen, líder de la oposición y del partido Laborista, que la utiliza en el debate final televisado, causando una gran conmoción política. Hesselboe pierde la mayoría, pero el uso de esta información por parte de Laugesen también les resta apoyo a los Laboristas. Laugesen acaba expulsado de su partido, que se divide en debates internos. Salen ganando los partidos minoritarios, y Birgitte Nyborg logra encabezar un gobierno de coalición con los Verdes y los Laboristas, pese a tener estos últimos más escaños.
A lo largo de la temporada, Nyborg tendrá que hacer frente a los retos de la política danesa, negociar con mandatarios extranjeros y mantener unido un gabinete que amenaza con deshacerse. Cuando los laboristas suben en las encuestas, Nyborg sacrifica a su amigo y compañero Bent Sejrø para darles el ministerio de Finanzas y así acallarles.
Poco a poco, la presión hace mella en la vida familiar de Nyborg. Para mantener las apariencias, Nyborg y Kasper utilizan a la cadena pública TV1 para presentar una imagen de familia feliz, pese a las reticencias de Philip, marido de Nyborg, quien sacrificó su carrera durante unos años mientras ella se dedicaba a la política, y que confiaba en retomarla cuando ella se convirtió en primera ministra. Philip finalmente estalla cuando ella le pide que renuncie a un puesto muy lucrativo por un conflicto de intereses. Al final de la temporada, Philip le pide el divorcio.
La serie también muestra la relación de la política con la prensa a través de Katrine Fønsmark, periodista de la cadena TV1 y expareja de Kasper Juul. Fønsmark es una idealista y cree que el público danés tiene derecho a estar informado de cuanto hagan sus políticos, pero en muchas ocasiones sus iniciativas se ven tumbadas por la dirección de la empresa, que reduce los contenidos y prefiere una orientación más sensacionalista para aumentar su audiencia. Tras descubrir que la entrevista a la familia de Nyborg era un montaje para promocionar a Nyborg, se despide de la cadena.

### Segunda temporada
Once meses después de su separación de Phillip, Nyborg visita las tropas danesas en Afganistán y promete una inminente retirada de las tropas de la región. Un ataque devastador mata a muchos soldados y decide seguir adelante con la misión y mantener a las tropas.

En Dinamarca, la coalición de gobierno se desequilibra por la subida de los laboristas en las encuestas. Troels Höxenhaven, ministro de Justicia laborista, conspira contra Marrot, presidente del partido, y le sustituye, aún a costa de paralizar durante algún tiempo al gobierno. Asentado en el liderazgo del partido, comienza a conspirar para obtener el puesto de Nyborg, desobedeciendo abiertamente sus órdenes y robándole protagonismo en una crisis de rehenes.
Katrine ha encontrado trabajo en el diario sensacionalista Ekspres, dirigido por Laugesen. Sin embargo, su deseo de realizar reportajes de interés choca con el propósito de Laugesen, que es usar el diario como trampolín para volver a la política, para lo cual ataca continuamente al gobierno y al liderazgo de Höxenhaven. Sabiendo que Höxenhaven es un homosexual encubierto que vive en un falso matrimonio heterosexual, le tiende una trampa con ayuda de un call-boy, y le presiona con las fotografías. Höxenhaven le confiesa todo a Nyborg, y, no viendo otra salida, se suicida.
Al investigar su muerte, Katrine y su compañera Hanne descubren la implicación de Laugesen. Asqueadas, dimiten del Ekspres. Katrine trabaja brevemente como asesora del partido Liberal, pero dimite al ver que no cree en su programa. Finalmente, acaba en TV1. Katrine pone como condición que contraten también a Hanne.
Kasper Juul comienza una nueva relación con una mujer llamada Lotte, pero sigue enamorado de Katrine, quien, sin embargo, le rechaza porque siente que le oculta cosas de él y de su pasado. Finalmente, Kasper estalla con un proyecto de ley del Partido de la Libertad, que pretende bajar la edad penal de los 14 a los 12 años. Mediante diálogos y una serie de flashbacks, el espectador descubre el secreto: Kasper Juul en realidad se llama Kenneth, y durante años sufrió abusos sexuales por parte de su padre, quien además le compartía con otros hombres, mientras la madre, débil y subyugada, se evadía. Kenneth/Kasper terminó atacando a su padre con un cuchillo a los 13 años, pasando a vivir en un albergue de acogida. No fue condenado porque la mayoría de edad penal estaba en 14 años, por eso el proyecto de ley le provoca una reacción tan violenta. Sin embargo, logra controlarse, y le entrega a Katrine una caja que contiene toda su historia. Katrine le perdona y vuelven a estar juntos.
Mientras, el gobierno de Nyborg intenta aprobar una legislación económica que exige grandes compromisos del partido Verde. El líder del partido, Dwian, asqueado ante los ataques personales que empieza a sufrir en los medios (y filtrados parcialmente por Kasper con el conocimiento de Nyborg), saca al partido del gobierno, y Nyborg tiene que gobernar en minoría.
Finalmente, Nyborg intenta sacar adelante una gran reforma de la sanidad pública. Al mismo tiempo, su hija Laura empieza a tener ataques de ansiedad, y Nyborg decide ingresarla en una institución privada, pese a la polémica que esto desata. Nyborg reacciona tomándose una baja de su puesto para que su vida privada no interfiera con su cargo público. Recuperada Laura, y ante el creciente protagonismo del laborista Thorsen, Nyborg decide regresar y convocar elecciones generales.

### Tercera temporada
Han pasado dos años y medio. En las elecciones, los Moderados han perdido, y el gobierno vuelve a estar formado por los Liberales, con Hesselboe de primer ministro. Birgitte Nyborg ha cedido el liderazgo del partido a Jacob Kruse, antiguo adversario interno, y trabaja como conferenciante. Tiene nueva pareja, Jeremy, un arquitecto inglés, y viaja por todo el mundo. No obstante, no deja del todo la política, y cuando el partido Moderado empieza a traicionar sus ideales para acercarse al gobierno, regresa a Dinamarca.
Primero le pide a Kruse que la admita en la dirección del partido, y cuando este la rechaza, ella desafía su liderazgo con una elección interna, perdiendo por escaso margen. Creyendo necesario seguir luchando, Birgitte Nyborg funda un nuevo partido, los Nuevos Demócratas, y recluta a dos diputados Moderados y a un diputado conservador disgustado con las nuevas políticas antiinmigrantes.
Nyborg contrata a Katrine como consejera de comunicaciones, el puesto que antes ocupaba Kasper. Katrine ha tenido un hijo con Kasper, llamado Gustav, pero rompieron al poco del nacimiento. Kasper ahora trabaja en TV1 como comentarista político y presenta un programa junto a Torben Friis.
Torben Friis es el jefe de noticias de TV1 y está pasando por un mal momento personal cuando la directiva de TV1 le pone un buevo jefe, un joven directivo de una gran multinacional mediática contratado para elevar las audiencias. El directivo presionará a Torben durante toda la temporada para hacer una televisión más mediática, pero vacía de contenidos, presionándole incluso con revelarle a la mujer de Friis una infidelidad de su marido.
Los Nuevos Demócratas empiezan tomando posiciones en los temas de actualidad, robándole protagonismo y votos al partido Moderado. Sin embargo, al contratar a un asesor económico, el pasado de este —militante del Partido Comunista y con un amigo que resultó ser espía del KGB— se vuelve contra el partido. Lava su nombre, pero renuncia a ser candidato. No obstante, inicia una relación con Katrine, que así logrará superar a Kasper.
Finalmente, Hesselboe convoca elecciones anticipadas, y con el panorama político dividido en un bloque "azul" y otro bloque "rojo", Nyborg, que se está sometiendo en secreto a radioterapia, tiene una actuación pésima en un debate electoral. Los Nuevos Demócratas se recuperan haciendo pública su condición, y mediante una apuesta arriesgada: Nyborg anuncia su salida del bloque "rojo". El día de las elecciones, su apuesta resulta buena y saca 13 diputados —suficiente para ser decisiva en la formación del gobierno—.
En las negociaciones que siguen, el bloque "rojo" le propone a Nyborg una alianza electoral con un partido de ultraderecha y con ella como primera ministra. Sin embargo, pese a ser ese su gran sueño, Nyborg reconoce que tal gobierno traería inestabilidad a Dinamarca, y opta por el bloque "azul", cediendo el puesto de primer ministro a Hesselboe y conformándose con el puesto de ministra de Asuntos Exteriores por el bien del país. La serie termina con Nyborg estrenando su puesto y volviendo al palacio de Christiansborg, al que llama "mi segunda casa".

## Reparto
| Actor                         | Personaje               | Descripción |
| ----------------------------- | ----------------------- | --- |
| Sidse Babett Knudsen          | Birgitte Nyborg         | Líder del Partido Moderado – primera ministra (temporadas 1 & 2) Líder del Partido Nuevos Demócratas (temporada 3) |
| Familia Nyborg-Christensen    |                         | |
| Mikael Birkkjær               | Phillip Christensen     | Marido de Birgitte Nyborg – profesor en Copenhagen Business School                                                 |
| Freja Riemann                 | Laura Christensen       | Hija mayor de Birgitte Nyborg-Christensen y Phillip Christensen                                                    |
| Emil Poulsen                  | Magnus Christensen      | Hijo menor de Birgitte Nyborg-Christensen y Phillip Christensen                                                    |
| Equipo de Birgitte Nyborg     |                         | |
| Pilou Asbæk                   | Kasper Juul             | Jefe de Prensa de Birgitte Nyborg (temporada 1 & 2) – periodista (temporada 3)                                     |
| Morten Kirkskov               | Niels Erik Lund         | Secretario Permanente de la Oficina del primer ministro                                                            |
| Iben Dorner                   | Sanne                   | Secretaria personal del primer ministro                                                                            |
| Hanne Hedelund                | Jytte                   | Secretaria personal del primer ministro                                                                            |
| Canal TV1                     |                         | |
| Birgitte Hjort Sørensen       | Katrine Fønsmark        | Periodista del TV1/Ekspress(temporada 1 & 2) – Mánager de campaña (temporada 3)                                    |
| Benedikte Hansen              | Hanne Holm              | Periodista en TV1 (temporada 1 & 3) – Periodista en Ekspres (temporada 2)                                          |
| Søren Malling                 | Torben Friis            | Editor jefe en TV1                                                                                                 |
| Lisbeth Wulff                 | Pia Munk                | Editora en TV1 |
| Thomas Levin                  | Ulrik Mørch             | Presentador en TV1                                                                                                 |
| Christian Tafdrup             | Alexander 'Alex' Hjort  | Director en TV1 |
| Anders Juul                   | Simon Bech              | Presentador en TV1                                                                                                 |
| Gobierno de Nyborg            |                         | |
| Lars Knutzon                  | Bent Sejrø              | Ministro de Finanzas (Partido Moderado) (temporada 1) – Asesor de Birgitte (temporadas 2 & 3)                      |
| Dar Salim                     | Amir Diwan              | Líder del partido Verde, ministro de Medio Ambiente                                                                |
| Stine Stengade                | Henriette Klitgaard     | Ministra de Economía (Partido Moderado)                                                                            |
| Jens Jacob Tychsen            | Jacob Kruse             | Ministro de Asuntos Europeos, luego Comisario europeo y líder del Partido Moderado                                 |
| Nuevos Demócratas             |                         | |
| Kristian Halken               | Erik Hoffmann           | Anterior vicepresidente del partido Nueva Derecha                                                                  |
| Julie Agnete Vang Christensen | Nete Buch               | Anterior miembro del Parlamento del Partido Moderado                                                               |
| Jens Albinus                  | Jon Berthelsen          | Anterior miembro del Parlamento del Partido Moderado                                                               |
| Lars Mikkelsen                | Søren Ravn              | Consultor económico                                                                                                |
| Partido Laborista             |                         | |
| Peter Mygind                  | Michael Laugesen        | Líder laborista – Editor del diario Ekspres                                                                        |
| Flemming Sørensen             | Bjørn Marrot            | Ministro de Asuntos Exteriores en el gobierno de Nyborg, líder del Partido Laborista (sustituto de Laugesen)       |
| Lars Brygmann                 | Troels Höxenhaven       | Ministro de Justicia (Laborista)                                                                                   |
| Bjarne Henriksen              | Hans Christian Thorsen  | Ministro de Defensa (Laborista)                                                                                    |
| Petrine Ager                  | Pernille Madsen         | Ministra de Igualdad (Laborista) – Ministra de Economía                                                            |
| Líderes de partidos           |                         | |
| Søren Spanning                | Lars Hesselboe          | Ex primer ministro y líder del Partido Liberal (temporada 1 y 2) – primer ministro (temporada 3)                   |
| Ole Thestrup                  | Svend Åge Saltum        | Líder del Partido de la Libertad                                                                                   |
| Marie Askehave                | Benedikte Nedergaard    | Partido de la Libertad                                                                                             |
| Jannie Faurschou              | Yvonne Kjær             | Líder del partido Nueva Derecha                                                                                    |
| Signe Egholm Olsen            | Anne Sophie Lindenkrone | Líder del Partido de la Solidaridad                                                                                |
| Miembros del Parlamento danés |                         | |
| Fadime Turan                  | Aicha Nagrawi           | Partido de la Solidaridad                                                                                          |
| Claus Bue                     | Parly Petersen          | Partido Laborista                                                                                                  |
| Mette Kolding                 | Inger Hansen            | Partido Liberal |
| Laura Allen Müller            | Nadia Barazani          | Nuevos Demócratas                                                                                                  |
| Otros personajes              |                         | |
| Alastair Mackenzie            | Jeremy Welsh            | Novio de Birgitte Nyborg (temporada 3)                                                                             |
| Claus Riis Østergaard         | Ole Dahl                | Jefe de Comunicación de Lars Hasselboe                                                                             |
| Mille Dinesen                 | Cecelie Toft            | Novia de Phillip Christensen y pediatra (temporada 2)                                                              |

## Partidos, políticos y medios

### Parlamento

#### Temporadas 1 y 2
Gobierno (83)

Composición del Folketing durante la primera y segunda temporada.

- Los Moderados (centro): 31
- Partido Laborista (centroizquierda): 35
- Partido Verde (izquierda): 17

Apoyo al Gobierno (8)
- Colectivo Solidaridad (izquierda radical): 6
- Partidos regionales (izquierda): 2

Oposición (88)
- Partido Liberal (centroderecha): 32
- Partido de la Libertad (extrema derecha): 29
- Nueva Derecha (derecha): 25
- Partidos regionales (derecha): 2

#### Temporada 3
A pesar de que no se especifica el número de escaños por partido, se sabe que Los Liberales están en el gobierno apoyados por las fuerzas de la derecha y por Los Moderados, que en esta temporada giran hacia la derecha tras el abandono de Nyborg de la presidencia del partido.
Gobierno
- Partido Liberal (centroderecha)
- Nueva Derecha (derecha)

Apoyo al Gobierno
- Los Moderados (centroderecha): 18
- Partido de la Libertad (extrema derecha): 14

Oposición
- Partido Obrero (centroizquierda): 45
- Partido Verde (izquierda)
- Colectivo Solidaridad (izquierda radical)
- Nuevos Demócratas (centro): 3
- Partidos regionales (derecha): 2
- Partidos regionales (izquierda): 2

#### Último Capítulo
Gobierno (82)

Composición del Folketing durante el final de la temporada 3.

- Partido Liberal (centroderecha): 46
- Nueva Derecha (derecha): 23
- Nuevos Demócratas (centro): 13

Apoyo al Gobierno (17)
- Partido de la Libertad (extrema derecha): 12
- Los Moderados (centroderecha): 5

Oposición (80)
- Partido Laborista (centroizquierda): 42
- Partido Verde (izquierda): 22
- Colectivo Solidaridad (izquierda radical): 12
- Partidos regionales (izquierda y derecha): 4

### Partidos políticos
Si bien los partidos políticos de la serie son ficticios, tienen "equivalentes reconocibles en la vida real":
- Los Moderados (De Moderate), el partido de centro de Birgitte Nyborg en las dos primeras temporadas, está basado en el Partido Liberal Social Danés (Radikale Venstre). En la tercera temporada, Nyborg abandona la presidencia del partido y el partido gira más hacia el centroderecha.
- El Partido Laborista (Arbejderpartiet) se basa en los Socialdemócratas (Socialdemokraterne).
- El Partido Verde (Miljøpartiet), ecologista de izquierdas, es similar al Partido Popular Socialista (Socialistisk Folkeparti).
- El Colectivo Solidaridad de extrema izquierda (Solidarisk Samling) es similar a la Alianza Roji-Verde (Enhedslisten).
- Los Nuevos Demócratas (Nye Demokrater), el nuevo partido centrista de Birgitte Nyborg en la tercera temporada es relacionado con el posterior partido Los Moderados (Moderaterne), que también rompió la política de bloques en las elecciones danesas de 2022, tal y como hizo el partido de Nyborg.
- El Partido Liberal de centroderecha (De Liberale) se basa en Venstre.
- Nueva derecha (Ny Højre) es similar al conservador Partido Popular Conservador (Konservative Folkeparti).
- El líder del partido, Svend Åge Saltum, declara que el Partido de la Libertad nacional conservador (Frihedspartiet) es un partido sucesor del Partido Progreso de Mogens Glistrup (Fremskridtspartiet), al igual que su sucesor en la vida real, el Partido Popular Danés (Dansk Folkeparti).

### Medios de comunicación
Los locutores ficticios y los periódicos también tienen sus equivalentes en la vida real: la emisora pública TV1 está basada en DR1, el periódico sensacionalista Ekspres está inspirado en Ekstra Bladet y el comercial 2'eren es similar a TV 2.

## Birgitte Nyborg
En ocasiones se cree que el personaje principal, Birgitte Nyborg, está basado en la primera mujer primera ministra de Dinamarca, Helle Thorning-Schmidt, aunque realmente Thorning-Schmidt no fue elegida hasta después de la segunda temporada de Borgen. Adam Price, el creador de la serie, ha declarado: "Definitivamente quiero que crean que hay una pizca de idealismo en Birgitte Nyborg que es real. También se ha convertido en un ser político muy profesional, pero definitivamente hay ese idealismo, y eso es importante".
Sidse Babett Knudsen interpreta a Nyborg. Al describir su relación con el personaje, dijo: "Les gustaba ver a una mujer sintiéndose culpable y eso no me gustó... Creo que [Nyborg] debería ser responsable de sus sentimientos. Y cuando tiene que tomar decisiones antipáticas ella debe estar a su lado. No quiero que sienta lástima por ella misma o de repente se convierta en un lío en su vida privada, porque no le creerías como primer ministro si hiciera eso".
Al principio, es conocida como Birgitte Nyborg Christensen. Cuando se divorcia de su esposo Philip Christensen, es conocida como Birgitte Nyborg. En el primer episodio, Birgitte es la líder de un partido político danés minoritario llamado Los Moderados. Sin embargo, y, como resultado de una secuencia de eventos, tras unas elecciones generales muy reñidas, se encuentra a sí misma como candidata de compromiso para el papel de primera ministra de Dinamarca y permanece en esta posición hasta el final de la segunda temporada.
En el tiempo transcurrido entre la segunda y la tercera temporada, Nyborg pierde su posición y se convierte en una mujer de negocios y oradora pública, regresando en la tercera temporada para intentar salvar a su partido del giro conservador hecho por su nuevo líder y exministro de la propia Nyborg. Al no conseguirlo decide fundar un nuevo partido político, los Nuevos Demócratas, presentándose a las elecciones como principal competidor de su antiguo partido por el espacio político del centro.

### Borgen: Reino, Poder y Gloria (Borgen - Riget, Magten, og Æren)
En 2022 se estrenó un spin-off de la serie en forma de cuarta temporada tras nueve años sin emitirse gracias a la colaboración entre Netflix y la DR. En esta última temporada se nos presenta a una Birgitte Nyborg, aún líder de los Nuevos Demócratas, que ocupará la cartera de ministra de Relaciones Exteriores —que en Dinamarca también se encarga de las relaciones con las Islas Feroe y Groenlandia— en un gobierno de coalición con el Partido Laborista liderado por Signe Kragh —que es una clara alusión a la actual primera ministra danesa Mette Frederiksen—, con la quien tendrá diferentes choques.
Anticipándose al conflicto en Ucrania, Borgen nos traslada dicho choque entre potencias como los Estados Unidos, la OTAN, Rusia o China al Ártico y, más concretamente, a Groenlandia; teniendo como telón de fondo el hallazgo de petróleo en dicho país y las pretensiones independentistas groenlandesas que vendrán con dicho descubrimiento.
Ante esta situación, Birgitte Nyborg tendrá que enfrentarse a decisiones que pondrán a prueba su moral y su carrera política, tensando las relaciones con la primera ministra Kragh, con su propio partido los Nuevos Demócratas, con su amigo y ministro de Justicia Jon Berthelsen, con la opinión pública y hasta con su hijo Magnus Nyborg Christensen, (esta vez interpretado por Lucas Lynggaard Tønnesen) quien ya es un joven universitario con la vocación política de su madre. Así se nos presenta una Birgitte muy diferente a la que estábamos acostumbrados en las anteriores temporadas.
Además, el spin-off recupera también a la famosa periodista Katrine Fønsmark, quien tendrá que lidiar con su nuevo puesto en los informativos de TV1 y su familia. También nos presenta un nuevo personaje, esencial para Birgitte en su trabajo en Groenlandia, el joven funcionario Asger Holm Kirkegaard, que actuará como embajador en el Ártico de la ministra Nyborg.
El final de esta temporada/spin-off deja abierta la historia a una quinta temporada, si bien ni Netflix ni DR han confirmado nada sobre el asunto.

## Lista de episodios

### Primera temporada
| Número | Título                        | Título en español                  |
| ------ | ----------------------------- | ---------------------------------- |
| 01     | Dyden i midten                | La virtud está en el centro        |
| 02     | Tæl til 90                    | Contar hasta 90                    |
| 03     | Det muliges kunst             | El arte de lo posible              |
| 04     | Hundrede dage                 | Cien días                          |
| 05     | Mænd der elsker kvinder       | Los hombres que aman a las mujeres |
| 06     | Statsbesøg                    | Visita de estado                   |
| 07     | Ikke se, ikke høre, ikke tale | No ver, no oír, no hablar          |
| 08     | Agurketid                     | Serpiente de verano                |
| 09     | Del og hersk                  | Divide y vencerás                  |
| 10     | Første tirsdag i oktober      | Primer martes de octubre           |

### Segunda temporada
| Número | Título                                      | Título en español                                |
| ------ | ------------------------------------------- | ------------------------------------------------ |
| 11     | 89.000 børn                                 | 89 000 niños                                     |
| 12     | I Bruxelles kan ingen høre dig skrige       | En Bruselas nadie te oye gritar                  |
| 13     | Den sidste arbejder                         | El último obrero                                 |
| 14     | Op til kamp                                 | Preparados para la batalla                       |
| 15     | Plant et træ                                | Plantar un árbol                                 |
| 16     | Dem & Os                                    | Ellos y nosotros                                 |
| 17     | Hvad Indad Tabes, Skal Udad Vindes - Del I  | Lo perdido dentro debe ganarse fuera (1.ª parte) |
| 18     | Hvad Indad Tabes, Skal Udad Vindes - Del II | Lo perdido dentro debe ganarse fuera (2.ª parte) |
| 19     | Privatlivets fred                           | La inviolabilidad de la vida privada             |
| 20     | En bemærkning af særlig karakter            | Una declaración extraordinaria                   |

### Tercera temporada
| Número | Título                     | Título en español                     |
| ------ | -------------------------- | ------------------------------------- |
| 21     | I Danmark er jeg født      | Nací en Dinamarca                     |
| 22     | Med lov skal land bygges   | Con la ley de la tierra se construirá |
| 23     | Den rigtige nuance af brun | El tono de marrón adecuado            |
| 24     | Den enes død               | Unos ganan y otros pierden            |
| 25     | Du skal ikke bedrive hor   | No cometerás adulterio                |
| 26     | Fortidens Sønner           | Hijos del pasado                      |
| 27     | Faldet                     | La caída                              |
| 28     | Man har et standpunkt      | Uno tiene un punto de vista...        |
| 29     | Fornuft og Følelse         | Sentido y sensibilidad                |
| 30     | Valget                     | Las elecciones                        |

## Recepción
La serie ha sido bien recibida por críticos y audiencias por igual. Se convirtió en un éxito en el Reino Unido, así como en Dinamarca, convirtiéndose en una de varias series danesas en hacerlo en los últimos años. Maggie Brown, de The Guardian, citó los fuertes caracteres femeninos, la originalidad y la capacidad de "pronosticar misteriosamente los desarrollos reales en la política danesa" como motivos de su éxito. Jane Merrick de The Independent publicó una lista de similitudes de la segunda temporada con los acontecimientos actuales de la política británica actual tras la conclusión de la serie en el Reino Unido.
Los críticos estadounidenses han sido igualmente positivos, con Newsweek calificando a Borgen "el mejor programa de televisión que nunca has visto" y el exitoso novelista y columnista de Entertainment Weekly Stephen King colocó la serie en la parte superior de su lista de los mejores diez programas de televisión de 2012. The New York Times también ofreció elogios, describió a Borgen como una "versión nórdica de The West Wing" y dijo que "encuentra una notable cantidad de drama y suspense en las alianzas de centro izquierda, planes de pensiones y debates televisados".
Con varias clasificaciones de 3/6 estrellas en el medio de la carretera, la reacción de los medios daneses a la tercera temporada fue notablemente menos positiva que en las dos primeras series. Politiken comentó que la tercera temporada "terminó como una telenovela" y "nunca tuvo éxito en liberarse de la previsibilidad"; con la reseña de Berlingske declarando que mientras que la tercera temporada "ataba los cabos sueltos en lazos bonitos y era, como el resto de la serie, bien ejecutada, también era insidiosamente aburrida". El periódico sensacionalista BT, sin embargo, afirmó que la serie "terminó en un pico" y con esta tercera temporada se había "convertido en la mejor serie danesa en años". La crítica surgió después de varios meses donde las historias de la tercera temporada de una serie dramática danesa sin precedentes encendieron titulares en los medios y crearon fuertes debates en la vida real sobre la política danesa, entre otros temas, la prostitución y la cría de cerdos, personificada por la primera ministra danesa Mai Henriksen del Partido Popular Conservador, que fue acusada por sus colegas y periodistas de defender una declaración de derechos para las prostitutas únicamente porque Borgen la inspiró.